# 第6回国会
第6回国会（だい6かいこっかい）とは、1949年（昭和24年）10月25日から同年12月3日まで40日間（当初の予定は30日間）の日程で開かれた日本の国会（臨時会）である。

## 今国会の動き
年は全て1949年。

### 召集前
- 5月31日 - 第5回国会が閉会[1]。
- 10月10日 - 国会召集の詔勅発出[2]。

### 会期中
- 10月25日 - 召集[1]。
- 11月14日 - 昭和24年度予算の補正予算案提出[3]
- 11月15日 - 大蔵大臣・池田勇人の財政演説、補正予算案審議入り[3]。
- 11月29日 - 参議院でユネスコ運動に関する決議[4]。
- 11月30日 - 参議院で在外同胞引揚促進に関する決議[5]
- 12月1日 - 補正予算案成立[6]。
- 12月3日 - 閉会[1]。